# Marià Aguiló i Fuster

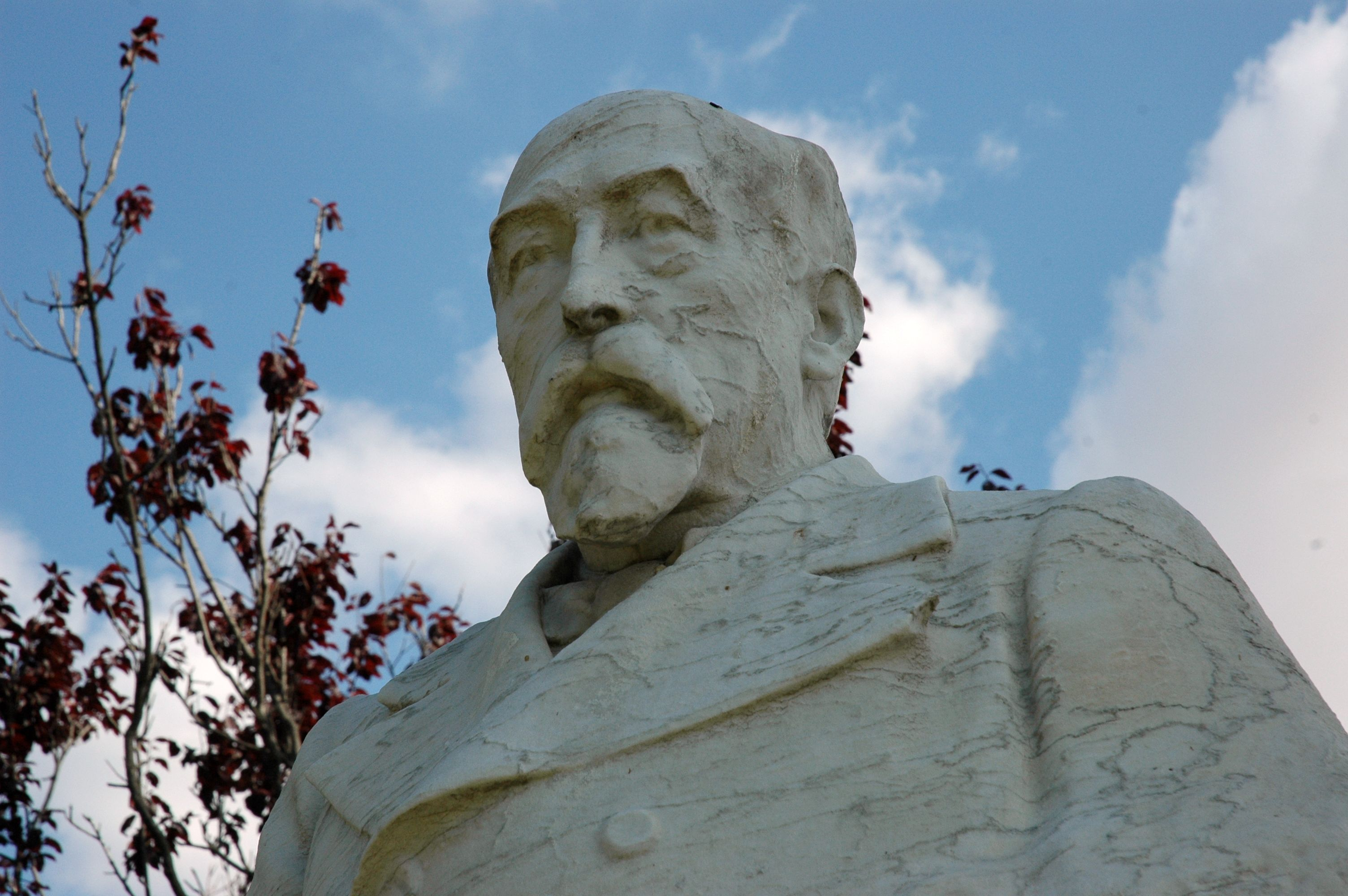
Estàtua de Marià Aguiló i Fuster al parc de la Ciutadella. El monument porta la llegenda: Marian/Aguiló/Poble que sa llengua cobra/se recobra a si mateix. Realitzat per Eusebi Arnau i Mascort. Inaugurat el 9 de maig de 1907

Marià Aguiló i Fuster, també conegut com a Marian Aguiló, (Palma, 16 de maig del 1825 - Barcelona, 6 de juny de 1897) fou un poeta, bibliotecari, bibliògraf, bibliòfil, erudit i lingüista mallorquí.

## Biografia

### Estudis i vida professional
Cursà estudis secundaris a l'Institut Balear, i el 1844, fugint de l'ambient asfixiant que envoltava les persones de la seva condició xueta a l'illa de Mallorca, es traslladà a Barcelona, on estudià la carrera de dret, de la qual no arribà a exercir mai, i gràcies a les gestions de Joaquim Rubió i Ors i Pau Piferrer i altres intel·lectuals de l'època entrà a treballar a la Biblioteca de la Universitat de Barcelona: primer com a ajudant, a partir del 1844, i com a bibliotecari segon, a partir de 1849. La feina de bibliotecari es convertí en la seva professió, que compaginà amb treballs arxivístics i bibliogràfics, la recuperació de cançons populars i la lluita per la llengua i la literatura catalanes. D'aquesta manera, Aguiló seguí dedicant el seu temps lliure a l'escriptura, però publicà pocs escrits, i inicià les seves recerques bibliogràfiques, lingüístiques i folklòriques per tots els Països Catalans i fins i tot per la resta de península Ibèrica i França. Fou un dels capdavanters de la Renaixença catalana, recuperador de la llengua catalana i de la història dels Països Catalans.
No fou historiador en el sentit convencional de la paraula, sinó un recuperador del passat com a filòleg, bibliògraf, editor i folklorista. El seu treball erudit posà les bases històriques i culturals que necessitava el catalanisme polític de l'últim quart del segle xix. A l'inici de la dècada del 1850, començà la recerca sobre totes les fonts escrites de la llengua i literatura catalanes. El 1858 es traslladà a València com a bibliotecari a la Biblioteca Provincial de València, de la qual va ser director fins al 1861. Des de València impulsà eficaçment el ressorgiment literari nacional, i allí entrà en contacte amb Vicent Wenceslau Querol i Teodor Llorente Olivares. El mateix any culminà l'elaboració d'una bibliografia catalana exhaustiva que fou premiada el 1860 a Madrid, tot i que no fou publicada fins al 1923, amb el títol de Catálogo de obras en lengua catalana impresas desde 1474 hasta 1860. Posteriorment, l'any 1861, retornà a Barcelona i dirigí la Biblioteca de la Universitat de Barcelona. Fou membre numerari de l'ara anomenada Reial Acadèmia Catalana de Belles Arts de Sant Jordi.

### Publicacions
Marià Aguiló va intervenir als Jocs Florals amb eficàcia fins al punt de ser anomenat Mestre en Gai Saber el 1866, també mantenidor i, gradualment, va augmentar la seva influència fins a arribar a ser-ne president. Durant aquest període va pronunciar diversos discursos sobre la llengua catalana i la poesia popular, atorgant-hi molta importància.
Publicà un gran nombre d'obres clàssiques catalanes, que va fer accessibles en edicions de bibliòfil. A partir de la investigació arxivística i del treball de camp per tots els països de parla catalana, recollí una gran quantitat de material lexicogràfic, que aplegà al seu Diccionari. També reconstituí un Romancer popular. La seva obra bibliogràfica més important fou el Catálogo de obras en lengua catalana impresas desde 1474 hasta 1860, publicat el 1923, i que havia estat premiat el 1860 per la Biblioteca Nacional d'Espanya. La seva activitat poètica es basà, així, en el coneixement profund de la literatura clàssica catalana i les fonts etnològiques.

El llibre Els poetes romàntics de Mallorca inclou cinc poemes d'Aguiló: «Ramon Llull aconsellant el poeta», «Aubada», «Esperança», «Enamorament impossible» i «Això ray!». És citat sovint el següent quartet d'ell, en què relaciona llengua, poble i nació
| « | Cap nació pot dirse pobre si per les lletres reneix. Poble que sa llengua cobra se recobra a sí mateix. | » |

### Poesia de Marià Aguiló
En el període dels anys quaranta i cinquanta del 1800 dedicà molt de temps a la creació poètica en català, arribant a definir un estil propi. Malgrat tot, al seu temps la poesia de Marià Aguiló no tingué molt de ressò tot i ser inclòs regularment a les antologies de l'època.
No existeix encara un corpus indexat de la seva obra poètica, malgrat disposar de diferents repositoris: El recull guardat al Fons Marià Aguiló de la Biblioteca de Catalunya és incomplet, però conté totes les parts primerenques, de les quals se'n conserven diverses versions. Per altra banda, hi ha els poemes aportats en vida de Marià Aguiló, o també els poemes premiats als Jocs Florals: Los trobadors nous de 1858 al Llibre d'or de la moderna poesia catalana (1878), a la trilogia Llibre de la pàtria, Llibre de l'amor i Llibre de la fe, de 1882-1883, o al Llibre de la Renaixensa (1888). També s'ha de considerar l'antologia preparada a Mallorca per Jeroni Rosselló el 1873, Poetes balears del segle xix. 

### Premis literaris
- Flor Natural als Jocs Florals de Barcelona el 1864.
- Mestre en Gai Saber dels Jocs Florals de Barcelona el 1866.
- Viola als Jocs Florals de Barcelona el 1880.

## Obres
- Romancer popular de la terra catalana (1893)
- Llibre de l'amor (1898)
- Llibre de la mort (1898)
- Records de jovenesa (1900)
- Catálogo de obras en lengua catalana impresas desde 1474 hasta 1860 (1923)

Marià Aguiló deixa gran quantitat d'obres que foren publicades en vida seva. L'Institut d'Estudis Catalans dedicà part de la tasca, entre els anys 1914 i 1934, a recopilar tot allò que l'autor havia anat creant i arreplegant al llarg de la vida. Així, va editar els vuit volums del Diccionari Aguiló. Cal destacar, també, que han aparegut reculls de glosses i rondalles mallorquines que es mantenen inèdites.

## Biblioteca i fons personal
La col·lecció de llibres i manuscrits de Marià Aguiló, així com el seu fons personal, es conserven actualment a la Biblioteca de Catalunya. Poc després de l'ingrés de la seva biblioteca, l'Institut d'Estudis Catalans va crear el Premi Marià Aguiló en el seu honor per guardonar «al millor vocabulari d'un autor català antic o modern o al millor vocabulari tècnic d'una indústria, art, ofici, etc.». L'Arxiu Històric de la Ciutat de Barcelona custodia quatre capses amb documentació diversa de Marià Aguiló.